# الغواصة الألمانية يو-707
غواصة يو-707 غواصة يو بوت ألمانية من غواصة الفئة السابعة سي بنيت لسلاح بحرية ألمانيا النازية كريغسمارينه، في أحواض سي. ستولكن سون خلال الحرب العالمية الثانية.